# Favicon

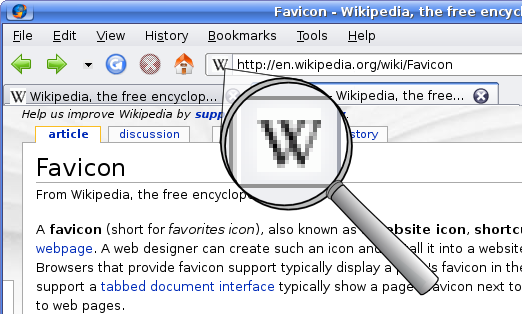
Faviconul Wikipediei, afișat într-o versiune mai veche a Firefox (din 2008)

Un favicon /ˈfævɪkɒn/ (prescurtat de la Favorite icon) este un fișier ce conține un icon relativ mic , în cele mai multe cazuri de dimensiunea 16×16 pixeli, asociat unui anumit website sau unei anumite pagini web.